# أ. لورانس لويل
أ. لورانس لويل هو أستاذ جامعي وكاتب ومحامي وسياسي أمريكي، ولد في 13 ديسمبر 1856 في بوسطن في الولايات المتحدة، وتوفي بنفس المكان في 6 يناير 1943. نشط حزبياً في الحزب الجمهوري. وقد انتخب رئيس جامعة هارفارد ( – 1933) وانتخب رئيس مجلس الإدارة American Political Science Association ‏ (1908 – 1909).

## وصلات خارجية
- أ. لورانس لويل على موقع الموسوعة البريطانية (الإنجليزية)
- أ. لورانس لويل على موقع إن إن دي بي (الإنجليزية)